# MacOS High Sierra
MacOS High Sierra (versie 10.13) is de veertiende editie van macOS, Apples client- en serverbesturingssysteem voor Macintosh-computers.
MacOS High Sierra is de opvolger van macOS Sierra en werd op 5 juni 2017 aangekondigd op de WWDC. MacOS High Sierra kwam op 25 september 2017 beschikbaar als gratis download in de Mac App Store.
Versies van het besturingssysteem worden sinds OS X 10.9 vernoemd naar locaties in de Amerikaanse staat Californië. High Sierra is vernoemd naar het hoger gelegen berggebied in de Sierra Nevada in het westen van de Verenigde Staten.
MacOS High Sierra werd op 24 september 2018 opgevolgd door macOS Mojave.

## Nieuwe en aangepaste functies
MacOS High Sierra heeft vooral op de achtergrond technische verbeteringen gekregen op het gebied van prestaties. Een van de belangrijkste wijzigingen is de overstap naar APFS, een nieuwer type bestandssysteem. Dit breekt daardoor met alle MacOS-versies sinds 1998, die allemaal HFS+ als bestandssysteem gebruiken. De toepassingen met de meest opmerkelijke wijzigingen zijn Safari en Foto's.
Daarnaast is er ondersteuning voor High Efficiency Video Coding (HEVC) en High Efficiency Image File Format (HEIF). Dit zijn bestandsformaten met een hogere compressie en meer technische mogelijkheden. Ook worden nu de audiocodecs FLAC en Opus ondersteund (niet in iTunes).
Verder zijn er diverse verbeteringen aangebracht aan de toepassingen Foto's, Mail, Safari, Notities en Siri.

## Systeemvereisten
De volgende modellen zijn compatibel met macOS High Sierra:
- iMac (eind 2009 of later)
- MacBook (eind 2009 of later)
- MacBook Air (eind 2010 of later)
- MacBook Pro (medio 2010 of later)
- Mac mini (medio 2010 of later)
- Mac Pro (medio 2010 of later)

## Specifieke problemen
Het bleek dat onbevoegde gebruikers via een aanval rootgebruiker konden worden. Deze kwetsbaarheid werd opgelost in de update van 10.13.1. Ook bleek dat Macs met Fusion Drive-schijven nog niet overweg kunnen met het nieuwe APFS-bestandssysteem vanwege problemen met de stabiliteit.

## Versiegeschiedenis
| Versie  | Build    | Datum             | Opmerkingen                                          |
| ------- | -------- | ----------------- | ---------------------------------------------------- |
| 10.13   | 17A365   | 25 september 2017 | Eerste officiële versie                              |
| 10.13.1 | 17B48    | 31 oktober 2017   | Diverse verbeteringen, 70 nieuwe emoji.              |
| 10.13.2 | 17C88    | 6 december 2017   | Verbeteringen van compatibiliteit.                   |
| 10.13.3 | 17D47    | 23 januari 2018   | Verhelpt problemen met Berichten en SMB-servers.     |
| 10.13.4 | 17E199   | 29 maart 2018     | Verhelpt problemen en biedt extra mogelijkheden.     |
| 10.13.5 | 17F77    | 1 juni 2018       | Verbetert de stabiliteit, beveiliging en prestaties. |
| 10.13.6 | 17G65    | 9 juli 2018       | Verbeteringen aan AirPlay 2, Foto's en Mail.         |
| 10.13.6 | 17G8030  | 29 juli 2019      | Diverse beveiligingsupdates                          |
| 10.13.6 | 17G14042 | 12 november 2020  | Diverse beveiligingsupdates                          |